# Novgorodse grafheuvelcultuur
De Novgorodse grafheuvelcultuur (Russisch: Культура новгородских сопок) is een vroegmiddeleeuwse archeologische cultuur die in de 8e-10e eeuw bestond op het grondgebied van het moderne Veliki Novgorod.
De cultuur vormde zich in de 7e-8e eeuw als gevolg van een toestroom van Slavische bevolking uit het zuiden. Ze nam veel tradities over van de lokale Baltische en Oostzee-Finse stammen. 
De cultuur ligt dicht bij de Pskovse lange grafheuvelscultuur (6-10e eeuw), en samen met de laatste vormde ze basis van de cultuur van de  Roes in Novgorod en Pskov.
De cultuur wordt in verband gebracht met het ontstaan van de Ilmenslovenen.

## Eigenschappen
De kennis van de cultuur beperkt zich tot haar grafmonumenten. De overgrote meerderheid van de grafheuvels ligt aan kleine rivieren die niet geschikt zijn voor navigatie, en is geconcentreerd in gebieden die het meest geschikt zijn voor landbouw.
De dragers van de cultuur van de Novgorod-heuvels waren oorspronkelijk etnisch divers, terwijl de Slaven zich uiteindelijk tot het dominante element ontwikkelden. Een typisch voorbeeld van de bijdrage van de Oostzee-Finse bevolking aan de vorming van de cultuur is de traditie van een voorafgaande "reiniging door vuur" van de plaats bestemd voor de bouw van grafheuvels. Dit ritueel werd uitgevoerd voor cultdoeleinden en was niet typerend voor andere regio's van de Slavische wereld van de vroege middeleeuwen, maar heeft analogen in de grafgebruiken van een aantal ostzee-Finse stammen. Een onderscheidend kenmerk van het Baltische element in de cultuur is het gebruik van stenen bij de begrafenisrituelen. Dit culturele element vindt men ook bij de Jatvingen. De doden werden uitsluitend na crematie begraven, en de meeste onderzochte graven bevatten geen grafgiften. Sommige grafheuvels bevinden zich aan de benedenloop van de Volchov en werden geclassificeerd als Varjaags-Scandinavisch (driehoekige stenen omramingen en muren van gestapelde keien).